# Дам'є Микола Григорович
Микола Григорович Дам'є (1897—1983) — радянський вчений і лікар, кандидат медичних наук, підполковник медичної служби; основоположник дитячої травматології в Росії.
Автор понад 80 робіт, у тому числі книг і монографій.

## Життєпис
Народився 2 грудня 1897 року в місті Лібава Російської імперії, нині місто Лієпая в Латвії.
У 1915 році закінчив зі срібною медаллю Лібавську класичну гімназію і вступив на природниче відділення фізико-математичного факультету університету в Ростові-на-Дону. Громадянська війна в Росії змусила Миколу перервати заняття на Дону і переїхати до Москви. У 1920 році він вступив на медичний факультет 1-го Московського державного університету, де вивчав анатомію, фізіологію та загальну патологію. Після закінчення повного університетського курсу навчання, був залишений на посаді ординатора при госпітальній хірургічній клініці, якою керував професор Олексій Мартинов.
Після закінчення ординатури, з 1929 по 1933 рік Микола Дам'є працював головним лікарем і завідувачем хірургічного відділення лікарні села Семенівське-Лапотне Івановської області. У 1933—1937 роках був асистентом кафедри топографічної анатомії та оперативної хірургії Центрального інституту удосконалення лікарів (ЦІУЛ). Одночасно з 1934 року працював ординатором хірургічного відділення лікарні № 20 ім. К. А. Тімірязєва. У 1936 році в Москві брав участь у 2-й сесії нейрохірургічної ради.
З перших днів Німецько-радянської війни Микола Дам'є перебував у чинній армії: на посаді армійського хірурга керував хірургічною службою в госпіталях на північно-західному напрямку, потім служив лікарем-фахівцем Калінінського фронту. З січня 1944 року і до кінця війни був начальником відділення сортувального евакогоспіталя на 1-му Прибалтійському фронті. 23 березня 1943 року йому було надане військове звання підполковника медичної служби. Звільнений у запас 13 жовтня 1945 року.
Після демобілізації повернувся до дитячої лікарні № 20 ім. К. А. Тімірязєва, очоливши її в якості головного хірурга. Займаючись педагогічною діяльністю, проводив заняття в ЦІУЛ і ЦІТО (нині Національний медичний дослідницький центр травматології та ортопедії імені М. М. Пріорова). Бувши вже кандидатом медичних наук (цей науковий ступінь отримав за монографію «Основи травмотології дитячого віку»), Микола Дам'є організував у своїй лікарні філію ЦІТО з дитячої травматології та керував нею в якості старшого наукового співробітника. Під його керівництвом було захищено п'ять кандидатських дисертацій.
Був нагороджений орденами Вітчизняної війни 1-го ступеня і Червоної Зірки, а також медалями, серед яких «За відвагу» і «За перемогу над Німеччиною у Великій Вітчизняній війні 1941—1945 рр.». Заслужений лікар РРФСР.
Помер 29 липня 1983 року в Москві.